# Muslim Gadzhimagomedov
Muslim Gamzatovich Gadzhimagomedov (en ruso: Муслим Гамзатович Гаджимагомедов; Nitilsuj, 14 de enero de 1997) es un deportista ruso de origen daguestano que compite en boxeo.
Participó en los Juegos Olímpicos de Tokio 2020, obteniendo una medalla de plata en la categoría de 91 kg. En los Juegos Europeos de Minsk 2019 obtuvo una medalla de oro en la misma categoría.
Ganó dos medallas de oro en el Campeonato Mundial de Boxeo Aficionado, en los años 2019 y 2023, y dos medallas en el Campeonato Europeo de Boxeo Aficionado, en los años 2017 y 2024.

## Palmarés internacional
| Juegos Olímpicos   | Juegos Olímpicos      | Juegos Olímpicos | Juegos Olímpicos |
| Año                | Lugar                 | Medalla          | Categoría        |
| ------------------ | --------------------- | ---------------- | ---------------- |
| 2020               | Tokio (Japón)         | Medalla de plata | 91 kg            |
| Campeonato Mundial |                       |                  |                  |
| Año                | Lugar                 | Medalla          | Categoría        |
| 2019               | Ekaterimburgo (Rusia) | Medalla de oro   | 91 kg            |
| 2023               | Taskent (Uzbekistán)  | Medalla de oro   | 92 kg            |
| Juegos Europeos    |                       |                  |                  |
| Año                | Lugar                 | Medalla          | Categoría        |
| 2019               | Minsk (Bielorrusia)   | Medalla de oro   | 91 kg            |
| Campeonato Europeo |                       |                  |                  |
| Año                | Lugar                 | Medalla          | Categoría        |
| 2017               | Járkov (Ucrania)      | Medalla de plata | 81 kg            |
| 2024               | Belgrado (Serbia)     | Medalla de oro   | 92 kg            |